# Канал 5 (Украйна)
Вижте пояснителната страница за други значения на Канал 5.
Канал 5 е частен национален информационен телевизионен канал в Украйна, основан през 2003 г.
Телевизията е създадена по стандартите на BBC, каналът става много популярен по преме на президентските избори в Украйна през 2004 г.